# Elecciones federales de Suiza de 1971
Las elecciones federales de Suiza fueron realizadas el 31 de octubre de 1971. A pesar de que el Partido Socialista Suizo obtuvo la mayor cantidad de votos, el Partido Radical Democrático Suizo se convirtió en el partido más grande del Consejo Nacional, obteniendo 49 de los 200 escaños. Eran las primeras elecciones federales en la que les permitió sufragar a las mujeres, tras un referéndum realizado a principios de ese año, en donde se introdujo el sufregio universal en las elecciones federales.[cita requerida]

## Resultados

### Consejo Nacional
| Partido                                | Votos     | %    | Escaños | +/–   |
| -------------------------------------- | --------- | ---- | ------- | ----- |
| Partido Socialista Suizo               | 456 233   | 22.9 | 46      | –4    |
| Partido Radical Democrático Suizo      | 432 259   | 21.7 | 49      | 0     |
| Partido Demócrata Cristiano            | 407 225   | 20.4 | 44      | –1    |
| Unión Democrática de Centro            | 220 487   | 11.1 | 23      | –1    |
| Alianza de los Independientes          | 152 086   | 7.6  | 13      | –3    |
| Movimiento Republicano                 | 84 700    | 4.3  | 7       | +7    |
| Acción Nacional                        | 63 781    | 3.2  | 4       | +3    |
| Partido Suizo del Trabajo              | 51 341    | 2.6  | 5       | 0     |
| Unión Democrática Liberal              | 43 710    | 2.2  | 6       | 0     |
| Partido Popular Evangélico de Suiza    | 42 778    | 2.1  | 3       | 0     |
| Partido Social-Cristiano Independiente | 5946      | 0.3  | 0       | –     |
| Partido Socialista Autónomo            | 5271      | 0.3  | 0       | Nuevo |
| Organizaciones Progresitas Suizas      | 1820      | 0.1  | 0       | –     |
| Otros partidos                         | 24 679    | 1.2  | 0       | –     |
| Votos en blanco/nulos                  | 25 761    | –    | –       | –     |
| Total                                  | 2 018 316 | 100  | 200     | 0     |
| Participación electoral                | 3 549 429 | 56.9 | –       | –     |
| Fuente: Nohlen & Stöver                |           |      |         |       |

### Consejo de los Estados
| Partido                           | Escaños | +/– |
| --------------------------------- | ------- | --- |
| Partido Demócrata Cristiano       | 17      | –1  |
| Partido Radical Democrático Suizo | 15      | +1  |
| Unión Democrática de Centro       | 5       | –1  |
| Partido Socialista Suizo          | 4       | +2  |
| Unión Democrática Liberal         | 2       | –1  |
| Alianza de los Independientes     | 1       | 0   |
| Total                             | 44      | 0   |
| Fuente: Nohlen & Stöver           |         |     |